# Куба на летних Олимпийских играх 1960
Куба принимала участие в летних Олимпийских играх 1960 года в Риме (Италия) в восьмой раз за свою историю (первый раз после революции), но не завоевала ни одной медали.

## Состав сборной
Сборная состояла из 12 спортсменов: 9 мужчин и 3 женщин, которые соревновались в 8 видах спорта.
Младшей участницей сборной была 16-летняя гимнастка Хулия Урия, старшим участником был 32-летний фехтовальщик Абелардо Менендес. Знаменосцем был Хосе Яньес.

## Результаты

### Бокс
В 1/32 финала 18-летний Эстебан Агилера в лёгком весе (до 60 кг) проиграл ирландцу Дэниелу О’Брайену и не прошёл в следующий этап соревнований.

### Борьба
28-летний Хосе Яньес в первом круге проиграл по очкам финну Мартти Пелтониеми, во втором круге проиграл Паркашу Гиану из Индии, тоже по очкам; и выбыл из соревнований.

### Парусный спорт
Хорхе де Карденас и Карлос де Карденас Пла соревновались в классе Звёздный (двухместная килевая яхта) и заняли 13 место из 26, набрав 2425 очков.

### Плавание
Соревнования проходили с 26 августа по 3 сентября в открытом Олимпийском плавательном стадионе (итал. Stadio Olimpico del Nuoto), расположенном в Итальянском форуме в Риме.
19-летний Рубен Рока участвовал в заплывах 100 м и 400 м вольным стилем:
- 100 м — разделил 25 место с австрийцем Гертом Кёлли[15]
- 400 м — 23 место[16].

### Тяжёлая атлетика
24-летний Хуан Торрес занял 15 место в категории до 67,5 кг.